# 涙はどこへいったの
「涙はどこへいったの」（なみだはどこへいったの）は、南野陽子の14枚目のシングル。1989年2月15日にCBS・ソニーからリリースされた。

## 概要
前作「秋からも、そばにいて」に続き、樹脂層をパープルに着色したカラーCD仕様で発売された。
表題曲はJR西日本の旅行商品 ″WENS（ウエンズ）″ のCMソングとして使用された。
『ザ・ベストテン』及び『歌のトップテン』のランクイン中、『24時間テレビ「愛は地球を救う」』（日本テレビ系）のメインパーソナリティとして、東南アジアのカンボジア（プノンペン）やタイ王国（バンコク）等へ取材に行った時期があり、その際は衛星放送生中継で同曲を披露していた。

## 収録曲
全曲 編曲: 萩田光雄
1. 涙はどこへいったの
作詞: 康珍化 / 作曲: 柴矢俊彦
2. ガールフレンド Part2
作詞: 小倉めぐみ / 作曲: 柿原朱美